# Akodontini
Akodontini là một tông chuột nhắt đặc biệt thứ hai của phân họ Sigmodontinae trong họ Cricetidae của bộ gặm nhấm. Nó bao gồm ít nhất 106 loài được xếp ở 19 chi và phân bố chủ yếu ở nửa phía nam của vùng Nam Mỹ, chỉ có hai chi có phạm vi phân bố mở rộng tới Guyana (là chi Podoxymys) và Venezuela (chi Necromys). Nó cũng bao gồm các chi trước đây được đặt trong tông chuột Scapteromyini. 

## Các chi
Tông này gồm các chi sau đây:
- Akodon
- Bibimys
- Blarinomys
- Brucepattersonius
- Deltamys
- Juscelinomys
- Kunsia
- Lenoxus
- Necromys (trước đây là Bolomys hay Cabreramys)
- Oxymycterus
- Podoxymys
- Scapteromys
- Thalpomys
- Thaptomys

Chalcomys, Hypsimys, và Microxus đã được đồng bộ hóa dưới danh nghĩa của chi Akodon. Một số chi khác đã được xếp trước đây ở Akodontini, nhưng hiện tại bây giờ được đặt trong một tông riêng biệt Abrotrichini, chủ yếu dựa trên nền phân tử.